# Критик
Критик — человек (специалист), сферой деятельности которого является критика, то есть анализ, оценка и суждение об явлениях какой-либо из областей человеческой деятельности, обычно в сфере культуры.
Различают кинокритиков, специализирующихся в области кинематографии, литературных критиков, работающих с произведениями художественной литературы, музыкальных критиков и театральных критиков, а также художественных критиков, предмет занятий которых составляют изобразительные искусства. К критикам относят знатоков и ценителей, обычно профессионально подготовленных, которые регулярно оценивают и анализируют концерты, спектакли, произведения различных искусств и, как правило, публикуют свои наблюдения и суждения в периодических изданиях.
К числу наиболее известных русских художественных и музыкальных критиков относят Владимира Васильевича Стасова, окончившего Училище правоведения. Музыкальной критикой занимались также композиторы Николай Андреевич Римский-Корсаков, Александр Николаевич Серов и другие, художественной — художники Александр Николаевич Бенуа, Мстислав Валерианович Добужинский и другие. Известным в своё время художественным и литературным критиком был Дмитрий Владимирович Философов, который, в отличие от Бенуа и Добужинского, не был художником, в отличие от Мережковского или Гиппиус — не был писателем, а также знаменитый литературный критик Белинский Виссарион Григорьевич.
К традиционно сложившейся группе профессий литературных, музыкальных, театральных критиков и позднее возникшей кинокритика примыкают сравнительно недавно появившиеся профессии ресторанного критика, а также критика видеоигр.
В Канаде критиком оппозиции (англ. Opposition Critic) именуется член теневого кабинета.